# Туфандаг
Туфанда́г (азерб. Tufandağ) или Тфан — гора в Азербайджане. Находится на стыке Гусарского, Губинского и Габалинского районов, недалеко от села Хыналыг. На одном из склонов горы на высоте 3000 м находится исток реки Кудиалчай.
В переводе на русский звучит как «Гора Ураган». Названа так по причине частых ураганов и ветров в данном регионе.

## Легенда
Легенда гласит, что в одном из 3-х озёр (озеро Туфан-Нух), окружающих подножие горы, сохранился большой кусок дерева или доски. (Одна из вариаций мифа о потопе).